# رؤیا زرین
رؤیا زرین (زاده ۱۳۵۱) شاعر و مترجم ایرانی است.

## زندگی
رؤیا زرین در سال ۱۳۵۲ در شهرستان الیگودرز متولد شد. وی دارای مدرک کاردانی زبان فرانسه از دانشگاه شهید چمران اهواز است.
رؤیا زرین از سال ۱۳۶۵ به عضویت انجمن ادبی الیگودرز درآمد. رؤیا زرین، شاعری را با قالب‌های متعدد شعر کلاسیک آغاز کرده و با عبور از شعر کلاسیک به نیمایی و سپس به سپید روی آورد.
زرین، در سال ۱۳۸۲ با چاپ مجموعهٔ شعر «زمین به اوراد عاشقانه محتاج است» نام خود را به عنوان یکی از شاعران جوان موفق کشور به ثبت رساند.

وی علاوه بر شاعری، چندین کتاب با موضوع فلسفه برای کودکان را از زبان فرانسه به فارسی ترجمه کرده است. زرین، در دی ماه ۸۷ با کتاب «می‌خواهم بچه‌هایم را قورت بدهم» نام خود را به عنوان برنده اولین دوره جایزه خورشید (فروغ) ثبت و لوح این جشنوارهٔ را از دستان سیمین بهبهانی دریافت نمود.

زرین از سال ۱۳۹۲ به کشور سوئد مهاجرت کرده و در این کشور ساکن می‌باشد.

### شعر
- می‌خواهم بچه‌هایم را قورت بدهم
- من از کنار برج بابل آمده‌ام
- زمین به اوراد عاشقانه محتاج است
- شیوه‌های دلپذیر آوریل
- به خاطر دنیای جدید
- کرگدن چوبی
- روزي كه زمين مادر است. (اين مجموعه هم مجوز چاپ نگرفت ولي به صورت پي دي اف در اختيار مردم قرار گرفت)

### ترجمه
- زندگی دسته جمعی یعنی چه؟
- عشق و دوستی
- خوب و بد یعنی چه؟
- زندگی یعنی چه

## جوایز
- برنده نخستین دوره جایزه شعر زنان ایران برای کتاب «می‌خواهم بچه‌هایم را قورت بدهم»
- برنده کتاب سال جایزه کنگره ایوار برای کتاب می‌خواهم بچه‌هایم را قورت بدهم
- برنده اولین دوره جایزه نیما برای شعرهایی از کتاب منتشر نشده بلقیس در وضعیت تله زنگ.
- برنده جایزه شعر خبرنگاران برای کتاب شیوه‌های دلپذیر آوریل.